# Gospođica-seljanka (pripovijest)
Gospođica-seljanka - pripovijest A.S. Puškina iz ciklusa Belkinove pripovijesti, napisana 1830. i izdana 1831.

## Povijest nastanka
Puškin je započeo pisati pripovijest 19. rujna, dovršio 20. rujna 1830., a izdao 1831. Pisac je čak zabilježio vrijeme kad je dovršio pripovijest - u devet sati navečer.
Kao i Mećavu, Belkinu je priču "ispričala" djevojka K.I.T., i također se temelji na tajnama i prepoznavanjima.

## Sadržaj
Zemljoposjednik Ivan Petrovič Berestov, imućan i oholi vlasnik tvornice sukna iz sela Tugilova, i plemić Grigorije Ivanovič Muromski iz sela Prilučina, angloman, opterećen dugovima, bili su susjedi koji su mrzili jedan drugoga: Berestov je mrzio engleske novotarije Muromskog, a Muromski nije podnosio kritiku i nazivao je Berestova "medvjedom i malograđaninom".
Grigorije Ivanovič je imao kćer Lizu (ili Betsi, kako ju je obično zvao). Bila je znatiželjna sedamnaestogodišnja djevojka, koja je silno željela upoznati Alekseja, sina Ivana Petroviča. Na nagovor svoje sluškinje Nastje odšetala je u Tugilovo, no prerušena u seljanku jer se bojala ogovaranja. Mladić i djevojka su se sreli u šumi, te mu se ona predstavila kao Akulina i odmah mu se svidjela. Na drugom dogovorenom susretu sljedeći dan, Liza je već imala grižnju savjesti i htjela prekinuti poznanstvo. No, Aleksej ju je uspio nagovoriti te su se oni nastavili potajno sastajati. Oboje su čeznuli za tim da budu zajedno, no Aleksej je bio svjestan koliko je velika razlika između njega i "seljanke", a Liza nije vjerovala da će se njihovi očevi izmiriti.
No, nakon dva mjeseca, jedan događaj je umalo poremetio njihove uzajamne odnose. Sasvim slučajno njihovi su se očevi susreli u lovu. Ivan Petrovič je ulovio zeca, no za vrijeme potjere kobila Grigorija Ivanoviča se uplašila i zbacila ga. Ivan Petrovič ga je iz pristojnosti pozvao k sebi na doručak. Nakon jela Grigorije Ivanovič je zamolio za kola jer zbog ozljede nije mogao jahati, a Ivan Petrovič mu je morao obećati da će sutradan doći k njemu na ručak zajedno s Aleksejem. Liza se u prvi mah uplašila kad je čula da će Berestovi doći u goste, no opet je s Nastjom skovala plan: pojavit će se pred njim tako napirlitana da ju neće prepoznati.
Naravno, Aleksej nije prepoznao svoju Akulinu jer "lažni uvojci, mnogo svjetliji od njene prave kose, bili su raščešljani kao vlasulja Louisa XIV., rukavi a l'imbecile bili su naduvani kao krinolina gospođe Pompadour...". Za stolom su se oboje pretvarali, Liza se prenemagala, govoreći kroza zube i pjevušeći, i to samo francuski, a Aleksej je glumio rastresenog i zamišljenog čovjeka.
Sljedeći dan su se mladi sreli u šumi i Liza ga je pitala kako mu se svidjela "njihova gospođica". Aleksej joj se kleo da je ona, Akulina, ljepša od svih bjelolikih gospođica na svijetu. Ona je uzdahnula i rekla da je gospođica smiješna, ali je ona prema njoj nepismena glupača. Aleksej ju je pitao da li želi da ju nauči čitati i pisati. Ona je pristala, a mladić se nije mogao nadiviti kako je brzo savladala čitanje i pisanje. Tako su započeli dopisivanje: ostavljali su pisma u duplji staroga hrasta, a Nastja je kradom dolazila po njih.
U međuvremenu su Ivan Petrovič i Grigorije Ivanovič postali dobri prijatelji. Dapače, bavili su se mišlju da se njihova djeca vjenčaju i time spoje imanja (a Ivan Petrovič je računao i na rodbinske veze Grigorija Ivanoviča s utjecajnim grofom Pronskim). Aleksej se tome opirao, te je odlučio da se oženi Akulinom i živi od svojeg rada. Sutradan je otišao Grigoriju Ivanoviču da mu kaže da se neće oženiti njegovom kćeri. Tamo je zatekao samo djevojku koja je upravo čitala njegovo pismo (u kojoj joj, kao Akulini, piše o svojim planovima), prepoznao ju i počeo ljubiti ruke. U taj čas je ušao Lizin otac i rekao: "... pa vi ste, kako izgleda, već sasvim svršili posao!".

## RomanDubrovski
Belkinove pripovijesti, naročito Gospođica-seljanka u mnogome su pripremile pripovjednu strukturu romana Dubrovski. U Gospođici-seljanki likovi su u bliskim rodbinskim odnosima, radnja se također odvija "u jednoj od naših podalekih gubernija", priča započinje opisom dvaju zavađenih susjeda-veleposjednika. Karakteri njihove djece odražavaju drugo vrijeme. Aleksej Berestov je rastresen i zamišljen mladić, a rastresenost i zamišljenost su bile tipične moderne "maske" romantičarskog, bajronovskog, književnog junaka, objekta svakodnevnog oponašanja i književnih parodija. Liza Muromska je tipična kotarska djevojka u koje su samoća, sloboda i čitanje razvili osjećaje i strasti. Zavada očeva ne ometa zbližavanje mladih. Čak pojedine epizode i detalji Gospođice-seljanke (djelomično i Mećave) pripremaju Dubrovskog. Npr. stariji Berestov je strastveni lovac, kao i Dubrovski i Trojekurov, u odnosima očeva dolazi do iznenadnog prijeloma spletom okolnosti, jedan od mladih likova mora se zbog susreta s drugim maskirati, a čak se i mjesto pošte koje su uredili Aleksej i Akulina, kao i Vladimir Dubrovski, nalazi u duplji staroga hrasta. No u pripovijesti nema tragičnih sukoba: mržnju između veleposjednika lako smjenjuje prijateljstvo pod utjecajem slučaja i razuma.

## Ekranizacije
- 1912. - Gospođica-seljanka[4]
- 1916. - Gospođica-seljanka[5][6]
- 1970. - Gospođica-seljanka[7][8]
- 1995. - Gospođica-seljanka[9][10]